# Місірлу
Місірлу (грец. Μισιρλού, тур. Mısırlı «єгипетський»; араб. مصر‎ Miṣr «Єгипет»; англ. Misirlou) — народна пісня, що походить зі Східного Середземномор'я часів Османської імперії. Найдавніший відомий запис пісні 1927 року — це грецька композиція із впливами близькосхідної музики. Існують також арабська, вірменська, перська, індійська та турецька версії. Ця пісня була популярна серед арабської, вірменської та грецької спільнот емігрантів із Османської імперії в США.
Пісня була хітом 1946 року у виконання американського піаніста та ксилофоніста Джена Оґуста (Jan August). Мелодія здобула світову популярність у версії Діка Дейла 1962 року, що виникла під впливом арабської народної версії, зіграної на уді. Нову хвилю популярності версії Дейла приніс фільм Квентіна Тарантіно «Кримінальне чтиво» (1994) і пізніше пісня Black Eyed Peas «Pump It» (2006), де її було використано як семпл.